# Sergey Vasilyevich Lebedev

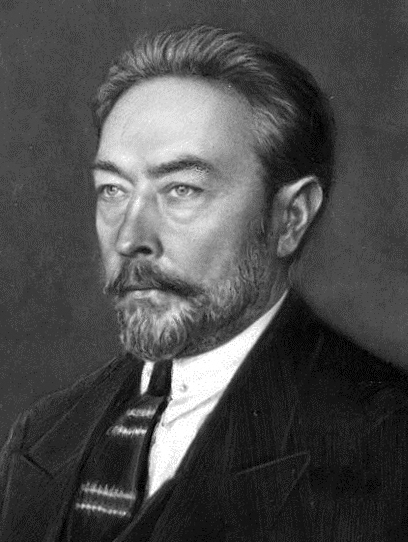
Sergei Lebedev

Sergei Lebedev (sinh 25/07/1874 – mất 01/05/1934) là nhà hóa học Xô viết, người phát minh ra một loại cao su tổng hợp.

## Tiểu sử
Lebedev sinh ở thành phố Liublin, Ba Lan, sau đó theo học cấp phổ thông ở Warsaw. Ông tốt nghiệp Trường Đại học St. Petersburg năm 1900 và làm việc tại Nhà máy sản xuất Margarine Petersburg.
Từ năm 1902, ông chuyển từ trường đại học này sang trường đại học khác ở Nga. Đầu tiên là Học viện Đường sắt Saint Petersburg, rồi chuyển về Đại học St. Petersburd năm 1904. Ông được chỉ định là giáo sư trường Sư phạm nữ St. Petersburg năm 1915. Sau năm 1916, ông là giáo sư tại Học viện quân y St. Petersburg. Ông được bổ nhiệm là lãnh đạo Phòng thí nghiệm dầu (đổi tên thành Phòng thí nghiệm nhựa nhân tạo từ 1928) tại Trường Đại học St. Petersburg (lúc này là Trường Đại học Leningrad).
Ông qua đời tại Leningrad, an táng tại nghĩa trang Tikhvin.

## Những đóng góp

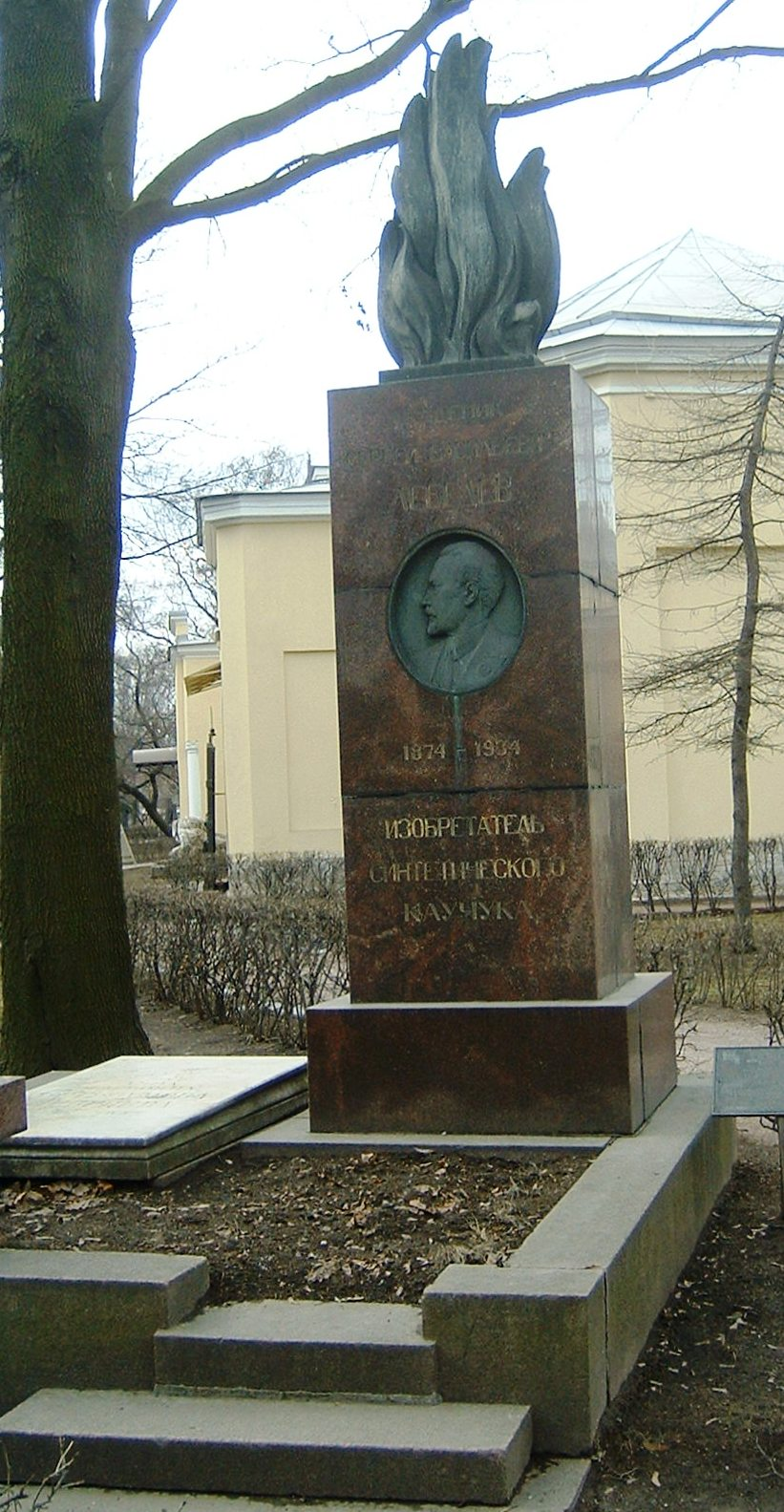
Mộ của nhà hoá học Xô-viết Sergei Lebedev

Những đóng góp chủ yếu của Lebedev là trong lĩnh vực polyme hóa các hợp chất hydrocarbon không no và mạch vòng. Ông là người đầu tiên nghiên cứu trùng ngưng butadiene trong thời gian 1910-1913. Năm 1910, ông phát minh một dạng cao su nhân tạo dựa trên chuỗi poly-butadiene. Cuốn sách "Nghiên cứu về polymer hóa by-etylen" (Research in polymerisation of by-ethylene hydrocarbons) 1913 trở thành kinh điển của ngành cao su nhân tạo.
Sau năm 1914, ông tiến hành nghiên cứu trùng ngưng các đơn phân etylen, mang đến những phương pháp công nghiệp hiện đại trong sản xuất cao su nhân tạo butin và poly-isobutylen.
Thời gian 1926 đến 1928, Lebedev đã phát triển phương pháp một giai đoạn để chế biển butadien từ etanol.
Năm 1928, ông phát triển phương pháp công nghiệp sản xuất cao su nhân tạo dựa trên trùng ngưng butadien sử dụng muối Natri làm xúc tác. Phương pháp này trở thành cơ sở của công nghiệp cao su nhân tạo Xô-viết. Do Liên Xô thiếu các nguồn cao su tự nhiên tin cậy, việc sản xuất cao su nhân tạo trở nên vô cùng quan trọng. Ba nhà máy cao su nhân tạo được xây dựng năm 1932-1933. Để sản xuất butadien, người ta sử dụng etanol từ ngũ cốc hoặc khoai tây. Điều này là nguồn gốc của một số chuyện tiếu lâm về "Phương pháp chế tạo lốp xe của Nga từ khoai tây".
Cho tới năm 1940, Liên Xô có ngành công nghiệp sản xuất cao su nhân tạo lớn nhất thế giới với 50 ngàn tấn một năm. Trong Chiến tranh thế giới thứ hai, quy trình tạo ra butadien từ cồn cũng được sử dụng trong công nghiệp cao su Đức.
Một đóng góp quan trọng khác của Lebedev là nghiên cứu động lực học của quá trình Hydro hóa các hydrocarbon họ etylen và sự phát triển một số dầu nhân tạo cho động cơ máy bay.

## Sự ghi nhận
- Năm 1932, Lebedev trở thành Nghị sĩ đầy đủ của Viện Hàn lâm Khoa học Liên Xô (nay là Viện Hàn lâm Khoa học Nga).
- Năm 1945, Viện nghiên cứu cao su nhân tạo Liên Xô được đặt tên là Viện Lebedev.